# Phaenicophaeus pyrrhocephalus
Phaenicophaeus pyrrhocephalus là một loài chim trong họ Cuculidae.

## Hình ảnh

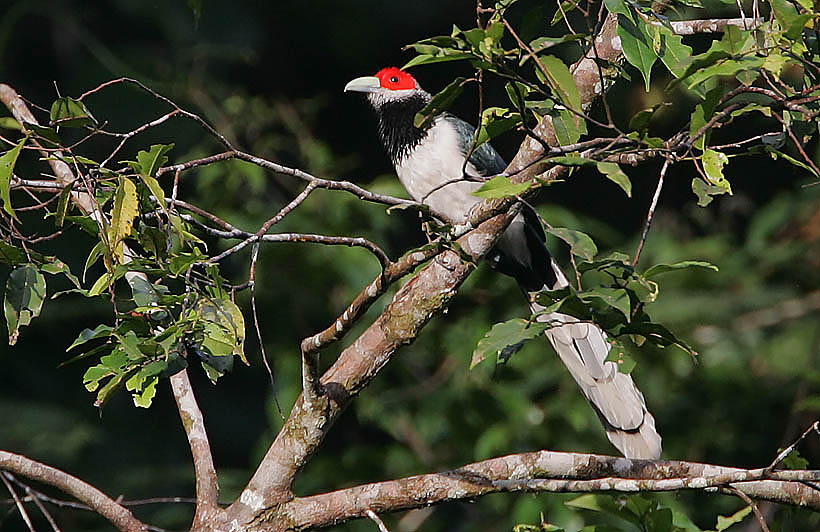
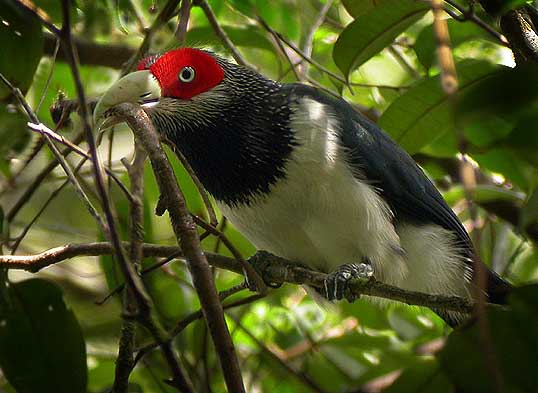